# کشتار توأمان: خاموشی شهر سپید
کشتار توأمان: خاموشی شهر سپید (به انگلیسی: Twin Murders: The Silence of the White City) فیلمی است در ژانر معمایی-جنایی-اکشن و ماجراجویانه که در سال ۲۰۱۹ منتشر شد. فیلم را دانیل کالپارسورو کارگردانی کرده است و داستان آن برگرفته از داستانی به قلم ابا گارسیا سائنس د اورتوری می‌باشد. بازیگرانی چون خاویر ری، مانولو سولو، بلن روئدا، ایتسیار ایتونیو، چما بلاسکو و آئورا گاریدو در این فیلم به ایفای نقش پرداخته‌اند.

## داستان
پس از دو دهه مجدداً قتلی مرموز رخ داده است. پیش‌تر قاتل سریالی زوج‌های هم‌سنی را در فواصلی مشخص در سنین نوزادی، پنج‌سالگی، ده‌سالگی و پانزده‌سالگی به قتل رسانده بود و با آنها را با آیین خاصی به نمایش گذاشته‌بود. ولی فردی که به عنوان قاتل دستگیر شده بود اکنون در زندان است و دوران حبس خود را سپری می‌کند. زوج جدید بیست‌ساله هستند. کراکن کارآگاه پلیس مأمور کشف رمز این ماجرا می‌شود. در این بین او که در سال گذشته همسر باردارش را از دست داده، وارد رابطه با افسر مافوق متأهلش -آلبا- می‌شود.